# La Virgen y el Niño con el pequeño san Juan Bautista, y unos ángeles que dan vueltas por encima
La Virgen y el Niño con el pequeño san Juan Bautista, y unos ángeles que dan vueltas por encima es un óleo sobre tabla del pintor quattrocentista de origen toscano Filippino Lippi, hijo del también pintor Fra Filippo Lippi. Fue creada entre los años de 1502 y 1504, coincidiendo con los últimos años de la producción del artista del Renacimiento desarrollada ya en Roma, por lo que también es probable que sea de sus últimos trabajos.

## Descripción de la obra
En esta pintura se puede apreciar a la Virgen María, quien porta un vestido en tonos rojizos y verdes con un manto azul así como finos velos en blanco y azul que cubren su cabeza. Ella sostiene al Niño Jesús en sus brazos, el cual se encuentra envuelto por su manto; roza su mejilla con la de su hijo y lo mira tiernamente, mientras, él mira al espectador. Lippi realizó un claro contraste entre ambas figuras, pues los rasgos y el cuerpo del Niño son más redondos mientras que los de ella son más estilizados y delgados, siendo el más claro ejemplo sus manos. A la derecha de la Virgen, se encuentra san Juan Bautista niño. Mientras contempla la escena anteriormente descrita, sostiene entre sus manos una cruz hecha de junco.
En las esquinas superiores del cuadro se observan dos grupos de ángeles, seis a la derecha y cinco a la izquierda, quienes en medio de nubarrones observan a la Virgen y su hijo, cada uno de ellos adoptando una diferente postura y expresión ante la muestra de ternura de una madre con su hijo. Se destaca un pentimento que deja entrever que dos ángeles fueron repintados, pues sus alas surgen de sus hombros o de su espalda de una forma muy poco natural.
Al fondo se encuentra representado un paisaje compuesto por una colina, árboles y un camino. En la lejanía se distingue un lago y una ciudad. Dicho tramo también se encuentra retocado.

## Tema iconográfico
El cuadro representa uno de los temas más comunes en la iconografía del Renacimiento, la Virgen con el Niño Jesús (Madonna) acompañados del pequeño San Juan Bautista, quienes se habían relacionado desde la infancia al ser primos. Este tema fue reproducido por diversos artistas a finales del Quattrocento y principios del Cinquecento al ser uno de los tópicos que buscaba mostrar el vínculo madre e hijo de tal forma que transmitiera ternura. La presencia de San Juan Bautista fue una de las variaciones que se pueden encontrar sobre este tema, el cual refiere la relación desde pequeños de estos dos personajes al ser primos: "Y he aquí que Isabel, tu parienta, también ha concebido a un hijo en su vejez y está precisamente en el sexto mes, ella, que llamaban estéril."(Lucas 1, 36) Sin embargo otras de las variantes del mismo tema también muestran representaciones de santa Ana u otros santos en forma de sacra conversazione.